# Plicofollis nella
Plicofollis nella är en fiskart som först beskrevs av Valenciennes, 1840.  Plicofollis nella ingår i släktet Plicofollis och familjen Ariidae. Inga underarter finns listade i Catalogue of Life.